# Bard-lès-Pesmes
Bard-lès-Pesmes är en kommun i departementet Haute-Saône i regionen Bourgogne-Franche-Comté i östra Frankrike. Kommunen ligger i kantonen Pesmes som tillhör arrondissementet Vesoul. År 2022 hade Bard-lès-Pesmes 136 invånare.

## Befolkningsutveckling
Antalet invånare i kommunen Bard-lès-Pesmes
| Referens: INSEE |